# Щитоноски (род)
Щитоноски (лат. Cassida) — род жуков-листоедов из подсемейства щитоносок. Растительноядные жуки, некоторые виды бывают вредителями определённых культур, а некоторые считаются полезными и используются как агенты по контролю популяций сорных растений в некоторых не родных областях планеты.

## Распространение
В составе рода около 430 видов, большинство из которых населяют область Старого Света, в частности в тропических регионах Африки (большинство на Мадагаскаре) и Азии. Пять видов встречаются в Северной Америке, девять на австралийском континенте.
Только Cassida relicta является родственным для Северной Америки, остальные четыре вида (Cassida flaveola, Cassida rubiginosa, Cassida azurea, Cassida nebulosa) интродуцированные. Cassida azurea палеарктический преднамеренно интродуцированный вид в канадские провинции Альберта, Манитоба и Саскачеван в 1989 году как экспериментальная часть в программе по контролю за сорными растениями вида смолёвки обыкновенной. Интродуцированные Cassida rubiginosa распространился почти по всей территории Северной Америке, Cassida nebulosa отмечен на континенте в штатах Калифорния и Нью-Йорк, но не прижился, и Cassida flaveola прижился на Приморских провинциях, острове Принца Эдуарда и в Новой Шотландии.

## Описание
Взрослые насекомые (имаго) длиной 5—8 мм; их тело широкое, круглое или овальное и уплощённое, часто имеет металлический отлив.
Представители рода имеют следующие отличительные черты:
- эпиплевры переднеспинки без бороздок для вкладывания усиков (антенн), либо, в редких случаях, имеется начало такой бороздки;
- внешний край надкрылий снизу без волосков;
- третий членик антенн заметно длиннее второго.

## Экология и местообитания
Этих жуков можно встретить на полях, лугах, в парках и садах. Кормятся на травянистых растениях.
Некоторые щитоноски (например, щитоноска свекловичная, щитоноска зелёная, щитоноска крапивная) вредители таких культур, как свёкла, в том числе сахарная свекла, шпинат, батат, артишок, сафлор красильный и дикие маревые, у которых жуки выедают отверстия в листьях, употребляя их ламину и семядоли. При этом молодые растения могут погибнуть. Вред наносимый жуками свёклам и батату в Европе относительно серьёзный.

## Систематика
Некоторые представители:
- Cassida aethiopica Boheman, 1854
- Cassida atrata Fabricius, 1787
- Cassida brevis Weise, 1884
- Щитоноска шалфейная (Cassida canaliculata Laicharting, 1781)
- Щитоноска артишоковая (Cassida deflorata Suffrian 1844)
- Щитоноска зубчатокрылая (Cassida denticollis Suffrian, 1844)
- Cassida ferruginea Goeze, 1777
- Cassida flaveola Thunberg, 1794
- Cassida hemisphaerica Herbst, 1799
- Cassida lineola Creutzer, 1799
- Cassida margaritacea Schaller, 1783
- Cassida murraea Linnaeus, 1767
- Щитоноска свекловичная (Cassida nebulosa Linnaeus, 1758)
- Щитоноска маревая серебристая (Cassida nobilis Linnaeus, 1758)
- Cassida pannonica Suffrian, 1844
- Cassida panzeri Weise, 1907
- Cassida pellegrini Marseul, 1868
- Cassida prasina Illiger, 1798
- Cassida rothschildi Spaeth, 1922
- Cassida rubiginosa O. F. Müller, 1776
- Cassida sanguinolenta O. F. Müller, 1776
- Cassida sanguinosa Suffrian, 1844
- Cassida seladonia Gyllenhal, 1827
- Cassida seraphina Ménétriés, 1836
- Cassida stigmatica Suffrian, 1844
- Cassida subreticulata Suffrian, 1844
- Щитоноска пижмовая (Cassida vibex Linnaeus, 1767)
- Щитоноска зелёная (Cassida viridis Linnaeus, 1758)
- Щитоноска крапивная (Cassida vittata Villers, 1789)